# Brooklyn (novela)
Brooklyn   es una novela del escritor irlandés Colm Tóibín. Fue galardonada con el Premio Costa de Novela, preseleccionada en 2009 para el Premio Man Booker y candidata en 2011 al Premio Literario Internacional IMPAC de Dublín. En 2012, el periódico inglés The Observer  la incluyó en la lista de «Las diez mejores novelas históricas».

## Argumento
Eilis Lacey es una joven incapaz de encontrar un trabajo en la Irlanda de los años 50. Debido a ello, su hermana mayor Rose decide organizar una reunión con un cura católico, el padre Flood, quien ha venido de visita desde Nueva York. El cura cuenta a Eilis las maravillosas oportunidades que están esperándola en la ciudad y las excelentes perspectivas de empleo que hay. Por este motivo decide emigrar al barrio de Brooklyn, donde comienza a trabajar como dependienta de unos grandes almacenes mientras que por las noches acude a clases de contabilidad. Sus primeras experiencias allí —trabaja en un puesto que considera aburrido mientras se hospeda en la represiva casa de huéspedes de la Sra. Madge Kehoe—, le llevan a dudar de su decisión inicial. Además, las cartas que van llegando de Rose, su madre y su hermano hacen que comience a echar mucho de menos su hogar, pero pronto va acostumbrándose a la rutina. Es entonces cuando Eilis conoce y se enamora de un joven fontanero italiano llamado Tony en el baile local de los viernes por la noche, lo que conduce a la protagonista a tener su primer encuentro sexual, hecho que tiene algunas consecuencias sociales para Eilis cuando la Sra. Kehoe lo descubre. Mientras tanto, Eilis se gradúa con gran facilidad en la escuela nocturna, a la vez que su relación amorosa va evolucionando. Finalmente, Tony le propone matrimonio y le presenta a su familia.
Por desgracia, un día Eilis recibe malas noticias del padre Flood, justo en el momento en el que por fin comenzaba a sentirse bien en Nueva York: su hermana Rose ha muerto mientras dormía por un problema de corazón. Eilis se ve entonces obligada a regresar a Irlanda para llorar la muerte de su hermana, casándose secretamente con Tony antes de partir. En Irlanda se adapta de nuevo con facilidad a la vida de allí. De vez en cuando va a la playa acompañada de sus amigos Nancy y George, así como de Jim Farrell, amigo de la pareja y dueño de un pub local, quien además está secretamente enamorado de Eilis. Antes de emigrar ella estuvo atraída por Jim y ahora se ve obligada a pasar tiempo con él, iniciando al final una breve relación. Su madre, desesperada por que se quede a vivir en Irlanda y se case con Jim, desconoce que su hija que está casada. Eilis, que todavía no ha contado a nadie este hecho, va retrasando así el regreso a su nueva vida. Además guarda las cartas todavía sin abrir de Tony, lo que a veces le hace creer que quizás ya no lo ame. 
Finalmente, la entrometida la Srta. Kelly, prima de la Sra. Kehoe, hace saber a Eilis que conoce su secreto dado que su prima se lo ha contado. También le comenta que la historia se ha descubierto en Nueva York. Esto supone un momento crucial para Eilis, que decide reservar inmediatamente el pasaje de vuelta y contar de una vez por todas a su madre toda la verdad. Por último, escribe una nota de despedida a Jim mientras abandona la ciudad en taxi y se dirige al muelle.

## Acogida
Brooklyn  recibió críticas favorables cuando se publicó. Robert Hanks en el periódico The Daily Telegraph  recalcó la cuestión de la inmigración tratada en la novela diciendo: «Las reacciones americanas a la cuestión de la inmigración pueden caer fácilmente en la hipérbole [...]  Brooklyn  de Colm Tóibín es una novela sobria y comedida, carente de pasiones absolutas o aparatosidades, pero viva, llena de detalles auténticos, que avanza oscilando entre el afecto y la duda, sentimientos que van moldeando cualquier vida: una novela verdaderamente placentera para el lector».
Scribner para Bookreporter dijo: «En su prosa, discreta y perspicaz, Colm Tóibín captura sin esfuerzo la dualidad que yace en el corazón de la historia de Eilis Lacey. Brooklyn  ofrece modestamente tanto una clásica narración sobre la llegada de una inmigrante que debe afrontar los términos de su nueva vida en un nuevo país así como la igual de atractiva historia de una mujer que alcanza con esfuerzo su madurez».
Tóibín fue elogiado por su descripción de los cambios de sociedad americana durante la década de los 50, como, por ejemplo, la aceptación de los grandes almacenes a vender a la gente de color, el boom de la expansión urbana en Long Island o la llegada de la televisión. Muchos aplaudieron la prosa comedida de Tóibín así como el tono calmado de la novela, aunque Eilis ha sido descrita como alguien «tan pasivo que a veces deseas sacudirla».

## Premios
Brooklyn  fue galardonada en 2009 con el Premio Costa de Novela, preseleccionada en 2009 para el Premio Man Booker y candidata en 2011 para el Premio Literario Internacional IMPAC de Dublín.

## Adaptación cinematográfica
Se ha estrenado un largometraje basado en la novela, que ha sido dirigido por John Crowley a partir de un guion escrito por Nick Hornby e interpretado por Saoirse Ronan, Domhnall Gleeson y Emory Cohen.